# Isobactrus uniscutatus
Isobactrus uniscutatus är en kvalsterart som först beskrevs av Viets 1939.  Isobactrus uniscutatus ingår i släktet Isobactrus och familjen Halacaridae. Arten är reproducerande i Sverige. Inga underarter finns listade i Catalogue of Life.